# David Byron
David Byron  (David Garrick) (Epping, Essex, 1947. január 29. – Reading, 1985. február 28.) angol énekes, dalszövegíró, zeneszerző aki a Uriah Heep hard rock együttes eredeti énekeseként vált ismertté. Pályafutását 1967-ben kezdte a Uriah Heep elődjének tekinthető Spice zenekarban. 1969-től 1976-ig volt a Uriah Heep tagja. Egyedi, operaszerű énekhangja az együttes egyik legfőbb ismertetőjegye volt.
Zenekari társai a „davotron” becenévvel illették, mellyel rendkívüli hangterjedelmére, hangszínváltó és vibrációs képességeire utaltak. A szólóalbumokat is készítő énekes 1985-ben egy epilepsziás roham következtében hunyt el.

## Életrajz
Zenei pályafutását az 1967-ben alakult Spice formációban kezdte, amely tulajdonképpen a Uriah Heep elődjének tekinthető, mivel Byronon kívül Mick Box gitáros, Paul Newton basszusgitáros és Alex Napier dobos is a zenekar tagja volt. A Spice egyetlen kislemez kiadása után felvette a Uriah Heep nevet, zeneileg pedig egy karakteresebb, hard rockos irány felé mozdult el. Első öt albumukkal a hard rock és a korabeli heavy metal alapjait fektették le, olyan kortársaikkal egyetemben, mint a Deep Purple vagy a Led Zeppelin. Az együttes lemezein nagy hangsúly helyeződött Byron balladisztikus és misztikus dalszövegeire is. A kritikusok azonban gyakran illették a zenekart negatív jelzőkkel, és sikereket is elsősorban Európában és Japánban arattak. Az 1973-ban megjelent Sweet Freedom albummal egy könnyedebb, billentyűgazdagabb hangzás felé fordultak el, mely tendencia a következő lemezeken is folytatódott.
David Byron 1975-ben jelentette meg első szólóalbumát Take No Prisoners címmel, melyen Mick Box és Lee Kerslake is szerepelt. Az énekes koncertteljesítménye ekkorra már igen csak ingadozó volt, elsősorban alkoholfüggősége miatt. Byron a Uriah Heepben történt nehézségek (haláleset, jogdíj viták, belső feszültségek) hatására próbálta alkohollal enyhíteni fájdalmait. Egyre gyengébb koncertteljesítménye és kiszámíthatatlan viselkedése miatt 1976 júliusában egy spanyolországi koncert után kirúgták a zenekarból. Helyére John Lawton került. Ezt követően 1977-ben felénekelte a brit Rough Diamond együttes azonos című debütáló lemezét, mely 1977-ben jelent meg. A zenekart egykori Humble Pie és Wings tagok hozták létre. 1978-ban adta ki második szólólemezét Baby Faced Killer címmel, mely az első szólóanyaga, a Take No Prisoners hard rockos, Uriah Heepre hajazó stílusával szemben egy lazább, populárisabb alkotás lett. 1981-ben a Uriah Heep felkérte az énekest, hogy újra csatlakozzon hozzájuk, de Byron visszautasította az ajánlatot. Ehelyett Byron Band néven egy újabb szólóalbumot jelentetett meg On the Rocks címmel. Az album megjelenése után évekig nem hallatott magáról, majd 1985. február 28-án Readingben egy epilepsziás roham következtében az életét veszítette. A kialakult epilepsziáját nagymértékben befolyásolta alkoholfogyasztása. 2003-ban egy Lost and Found című albuma jelent meg, melynek felvételeit még 1980 és 82 között rögzítette. 2008-ban egy újabb kiadatlan dalokat tartalmazó albuma jelent meg That Was Only Yesterday - The Last EP címmel, melyet még 1984-ben készített el az énekes.

## Diszkográfia

### Szólóalbumok
- Take No Prisoners - 1975
- Baby Faced Killer - 1978
- That Was Only Yesterday - The Last EP - Felvételek: 1984, Megjelent: 2008

### Byron Band
- On the Rocks - 1981
- Lost and Found - Felvételek: 1980-82, Megjelent: 2003

### Uriah Heep
- Very 'eavy... Very 'umble - 1970
- Salisbury - 1971
- Look at Yourself - 1971
- Demons and Wizards - 1972
- The Magician's Birthday - 1972
- Uriah Heep Live - 1973
- Sweet Freedom - 1973
- Wonderworld - 1974
- Return to Fantasy - 1975
- High and Mighty - 1976
- Live at Shepperton '74 - Felvételek: 1974, Megjelent: 1986
- The Lansdowne Tapes - Felvételek: 1969-71, Megjelent: 1993

### Rough Diamond
- Rough Diamond - 1977

## Külső hivatkozások
- A Uriah Heep hivatalos honlapja